# Jegor Wadimowitsch Berojew

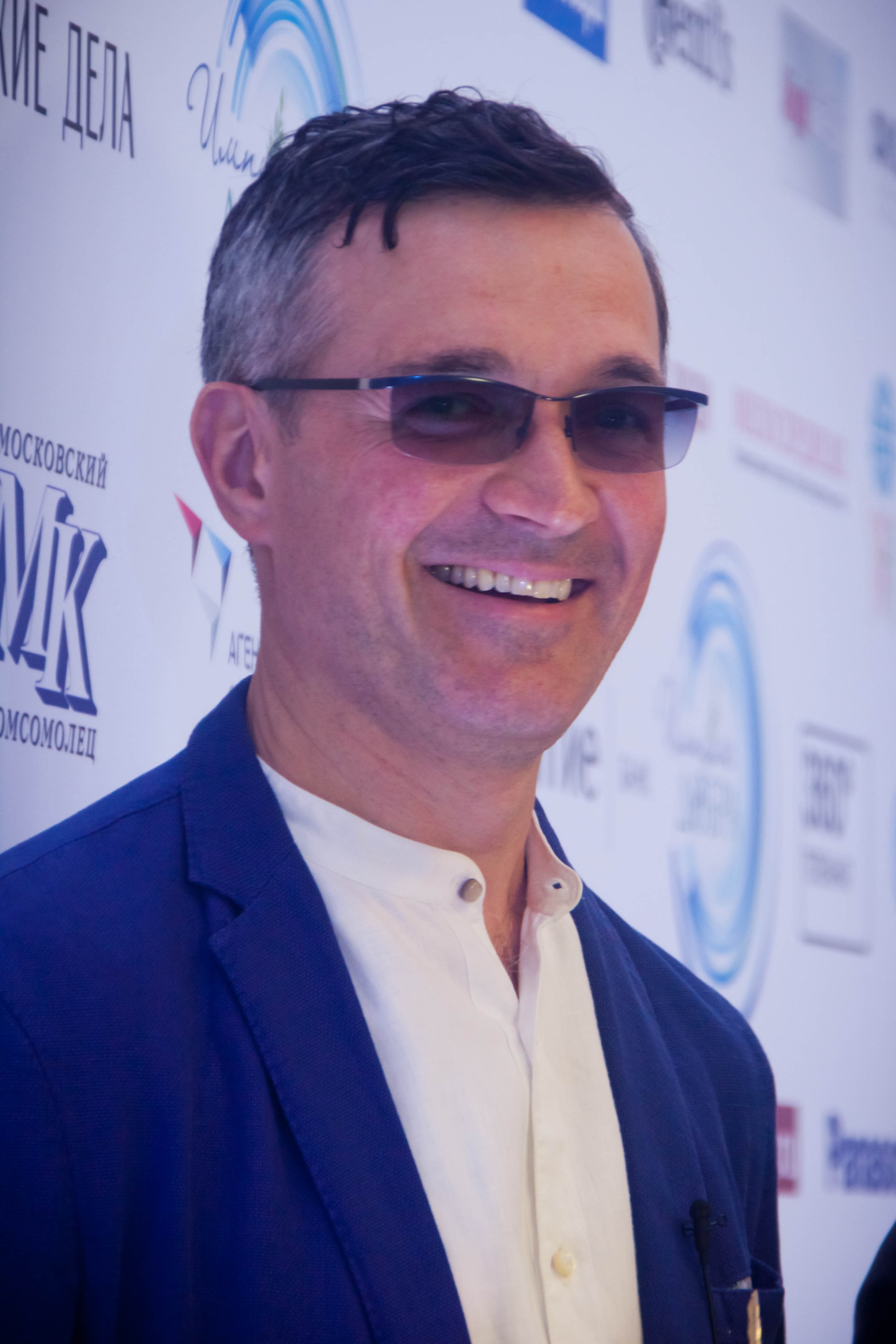
Jegor Berojew 2017

Jegor Wadimowitsch Berojew (russisch Егор Вадимович Бероев; * 9. Oktober 1977 in Moskau, Sowjetunion) ist ein russischer Film- und Theaterschauspieler und TV-Moderator. Er ist ein Enkel des sowjetischen Schauspielers Wadim Berojew (1937–1972).

## Familie
Jegor Berojew wurde in eine Schauspieler-Familie hineingeboren. Sein Vater ist der Schauspieler Wadim Michejenko, seine Mutter die Schauspielerin Jelena Berojewa. Der Großvater mütterlicherseits war der Film- und Theaterschauspieler Wadim Berojew, die Großmutter die Schauspielerin Elvira Brunovsky. Egors jüngerer Bruder Dmitri und sein Cousin Andrei sind beide ebenfalls Schauspieler.
Berojew ist mit der Film- und Theaterschauspielerin Xenija Alfjorowa verheiratet und hat mit ihr eine Tochter.

## Werdegang
Nachdem Jegor das Polenow-Gymnasium №1231 abschloss, besuchte er von 1994 bis 1998 die Theaterhochschule M.S. Schepkin in Moskau. Nach dem Studium spielte er im Moskauer Künstlertheater.
Berojew ist am Tschechow-Kunsttheater Moskau tätig.
Seine Filmkarriere begann 1994 in dem Fernsehfilm „Dedication in Love“. Ab 2000 spielte er Nebenrollen in mehreren Fernsehserien. Größere Bekanntheit erlangte Berojew in der Rolle des Erast Fandorin im Film Türkisches Gambit aus dem Jahr 2005 über den Russisch-Osmanischen Krieg (1877–1878).

## Filmografie (Auswahl)
- 1994: Dedication in Love (Посвящение в любовь) – Schüler
- 2001: Family Secrets (Семейные тайны) – Slava Ermakov
- 2002: Railway Romance (Железнодорожный романс) – Alexey
- 2003: Wild Herd (Дикий табун) – Dmitriy
- 2004: Papa (Папа) – David Schwartz
- 2005: Kazaroza (Казароза) – Der junge Osipov
- 2005: Türkisches Gambit: 1877 – Die Schlacht am Bosporus (Турецкий гамбит) – Erast Fandorin
- 2007: The Runaways (Беглянки) – Vadim
- 2008: Admiral (Адмиралъ) – Michail Smirnow
- 2008: White Bear (Белая медведица) – Pavel Vasilkov
- 2009: Landing Forces (Десантура) – Andrey Sumarokov, lieutenant
- 2009: The Man who knew everything (Человек, который знал всё) – Alexander Bezukladnikov
- 2011: Raider (Рейдер) – Artem Pavlov
- 2012: August. Eighth (Август. Восьмого) – Zaur/Kind Robot
- 2012: Mommies (Мамы) – Vater
- 2012: Waiting for the Sea (В ожидании моря) – Marat
- 2013: Polar Flight (Полярный рейс) – Igor
- 2013: Territory (Территория) – Vladimir Mongolov
- 2016: Väterchen Frost. Kampf der Magier (Дед Мороз. Битва Магов) – Vater von Masha
- 2017: Egor Shilov (Егор Шилов) – Stellvertreter
- 2020: Djatlow-Pass – Tod im Schnee (Перевал Дятлова) – Semjon „Sascha“ Alexejewitsch Zolotarjow